# Бодхран
Бодхран је удараљка која се користи у ирској музици. Широк је 25—65 cm у пречнику, а већина бубњева је димензије 35—45 cm, дубок је 9—20 cm. Једна страна је затворена козјом или другом животињском кожом док је друга отворена тако да се једна рука може поставити унутра како би се контролисао тон и тембар.  

## Историја
Шон О Риада је прогласио бодхран домаћим бубњем старих Келта наводећи да је првобитно коришћен за вејање жита. Пореклом је из југозападне Ирске. Музичар и бивши уредник Irish Music Ронан Нолан је тврдио да је бодхран настао средином 19. века од даира позивајући се на неке ирске музичке снимке из 1920–их. Велика слика уља на платну из 1833. године аутора Данијела Маклајза (1806—1870) приказује кућну забаву за Ноћ вештица на којој се користи бодхран у стилу тамбуре. Сврстава се у групи инструмената са гуслама и флаутама. Свира се ударцем надланице. У сиромашним деловима се правио од пољопривредних алата. Ирска реч bodhrán (множина bodhráin), што у преводу значи бубањ, се први пут помиње у преведеном енглеском документу у 17. веку.